# Bartolomeo Orsucci
Bartolomeo Orsucci (falecido em 1558) foi um prelado católico romano que serviu como bispo de Lavello (1554–1558).

## Biografia
No dia 13 de abril de 1554, Bartolomeo Orsucci foi nomeado pelo Papa Júlio III como Bispo de Lavello. Serviu como Bispo de Lavello até à sua morte em 1558.